# Extinció del Cretaci-Paleogen
L'extinció del Cretaci-Paleogen (abreujada K-Pg), dita igualment extinció del Cretaci-Terciari (K-T), fou una extinció massiva sobtada que es produí fa uns 66 milions d'anys i conduí a la desaparició de tres de cada quatre espècies de plantes i animals de la Terra, incloent-hi els dinosaures no aviaris. Entre les altres víctimes de l'extinció hi havia tots els tetràpodes terrestres de més de 25 kg i bona part dels que vivien a l'aigua, amb excepcions com les tortugues marines i els crocodilians. Marca la fi del període Cretaci i de l'era del Mesozoic i el començament de l'era del Cenozoic, que encara dura. Es pot identificar en el registre geològic per una capa fina de sediments coneguda com a límit K-Pg o límit K-T, que es pot apreciar en roques marines i terrestres d'arreu del món. L'argila que forma el límit conté una proporció inusualment alta d'iridi, un metall força més abundant en els asteroides que en l'escorça terrestre.
Actualment es creu que la raó principal de l'extinció K-Pg, proposada per un equip de científics liderat per Luis Walter Álvarez, va ser l'impacte d'un meteorit (un cometa massiu o un asteroide) fa 66 milions d'anys. Els efectes subsegüents foren catastròfics, entre els quals un hivern perenne que impedí a les plantes i al plàncton fer la fotosíntesi. La hipòtesi del meteorit, també coneguda com a hipòtesi d'Álvarez, va guanyar força quan es va descobrir el cràter de Chicxulub al golf de Mèxic a principis dels anys 90, que va proporcionar proves concloents que el límit K-Pg es devia a l'impacte d'un meteorit. El fet que les extincions datin de l'època de l'impacte suggereix que l'extinció K-Pg va ser causada pel meteorit. Pot ser que l'esdeveniment es veiés accelerat per la creació dels trapps del Dècan. Tanmateix, alguns científics mantenen que l'extinció va ser causada o exacerbada per altres factors, com ara erupcions volcàniques, un canvi climàtic o un canvi del nivell del mar, juntament o separada.
Tot i això, segons Salvador Moyà; l'extinció dels dinosaures hagués estat igualment inevitable tenint en compte l'ecosistema fràgil i canviant en el qual vivien, és a dir, el meteorit no fou l’únic responsable. Tots els éssers vius que formaven aquest ecosistema cada vegada tenien relacions més especialitzades entre ells, formant una dependència entre si. Això va provocar que aquest meteorit alterés i produís extincions en cadena.
Un gran nombre d'espècies va perir durant l'extinció K-Pg. Les víctimes més conegudes són els dinosaures; emperò, l'extinció també va destruir una plètora d'altres organismes terrestres, entre els quals certs mamífers, pterosaures, ocells, rèptils, insectes i plantes. Als oceans, s'extingiren els plesiosaures i els rèptils marins gegants (mosasaures) i minvà el nombre de peixos, taurons, mol·luscs (especialment els ammonits, que s'extingiren) i moltes espècies de plàncton. S'estima la desaparició de prop d'un 75% de les espècies del planeta. Aquesta devastació d'espècimens va suposar oportunitats evolutives: alguns grups van experimentar radiacions adaptatives, divergint en noves formes i espècies per omplir els nínxols ecològics buits. Els mamífers en particular es diversificaren durant el Paleogen, cap a noves formes com els cavalls, les balenes, els ratpenats i els primats. També radiaren els ocells, els peixos i possiblement els rèptils.

## Importància de l'extinció

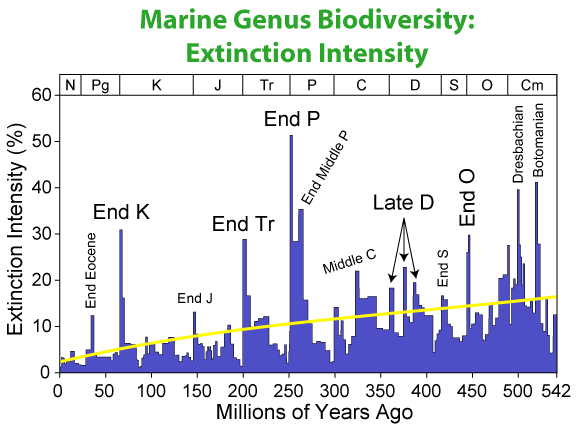
L'extinció K-Pg en comparació amb l'impacte d'altres extincions en el nombre de gèneres marins fossilitzables

És una de les cinc grans extincions massives que ha conegut la Terra. Malgrat que no va ser la més gran, sí que és una de les més importants, car:
- Va causar un canvi cabdal tant en els ecosistemes marins com terrestres. Abans de l'extinció K-Pg, un 50% de les espècies marines conegudes no eren capaces de moure's, mentre que després de l'extinció, només un 33% no ho eren. A terra ferma, aquesta extinció va exterminar els dinosaures no aviaris, fent possible que els mamífers es convertissin en els vertebrats terrestres dominants, preparant d'aquesta manera el camí per a una futura evolució dels humans.
- Marca el final del període Cretaci i l'inici del Terciari. De fet, aquesta extinció va significar un canvi tan profund en els ecosistemes que se la considera el límit entre les eres Mesozoica i Cenozoica.

## Víctimes i supervivents

### Vida marina
Entre els grups que s'extingiren per complet es poden trobar:
- Els ammonits, que s'alimentaven probablement de plàncton.
- Els rudists, un grup de petxines, els majors constructors de barreres coral·líferes del Cretaci.
- Els inoceràmids, parents enormes de les vieires actuals.
- Els mosasaures, uns rèptils marins enormes que eren els predadors dominants al mar.
- Els plesiosaures, un altre grup de grans rèptils predadors marins.

Els plànctons també van rebre un fort impacte, especialment els cocolitofòrids (algues planctòniques microscòpiques formadores de guix i que, per tant, donen el nom al període Cretaci).

### Vida terrestre
Els grups que s'extingiren per complet inclouen:
- Els dinosaures no aviaris; molts paleontòlegs opinen que les aus són dinosaures sobrevivents.
- Els pterosaures.

També hi ha haver grups que van rebre un fort impacte, com ara:
- Les aus. Alguns grups s'extingiren, com per exemple els Enantiornithes i els Hesperornithiformes.
- Els marsupials. Els marsupials de l'hemisferi nord s'extingiren, mentre que aconseguiren sobreviure a Sud-amèrica i Austràlia.
- Els musclos d'aigua dolça i els cargols també sofriren moltes baixes a Nord-amèrica.
- A Amèrica del Nord, es podrien haver extingit fins al 57% de les espècies vegetals. El restabliment de les plantes durant el Paleocè començà amb una proliferació d'espores de falgueres, com sol passar després de greus desastres naturals.

Altres grups, en canvi, no van quedar gaire afectats:
- Els insectes. En el seu registre fòssil, no hi ha indicis d'una reducció de la diversitat, a diferència del que succeí durant l'extinció permiana.
- Els amfibis.
- Les tortugues.
- Els lepidosaures. Inclouen les tuatares, les sargantanes, les serps i els Amphisbaenia.
- Els campsosaures (arcosauromorfs semiaquàtics); finalment s'extingiren a principis de l'Oligocè.
- Els cocodrils, al·ligators, caimans...
- Les aus modernes.
- Els monotremes o mamífers ponedors d'ous.
- Els multituberculats, que s'extingiren a principis de l'Oligocè.
- Els placentaris, avantpassats de la majoria de mamífers moderns.

### Possibles factors
Malgrat el fort impacte d'aquesta extinció, no va ser pas uniforme, cosa que fa que hom es pregunti per què alguns grups s'extingiren per complet mentre que d'altres quasi no foren afectats.
Sembla que hi ha alguns factors que van contribuir a l'extinció de certs grups:
- Els organismes que depenien de la fotosíntesi s'extingiren o sofriren moltes baixes, tant el plàncton com les plantes terrestres. El mateix va passar amb els organismes que depenien d'una cadena alimentària lligada als organismes fotosintètics, com ara els tiranosàurids (que s'alimentaven de dinosaures herbívors, que, al seu torn, menjaven plantes).
- Els organismes amb closques de carbonat de calci també s'extingiren o sofriren moltes baixes, entre aquests, els cocolitofòrids i molts grups de mol·luscs, incloent-hi els ammonits, els rudists, els caragols d'aigua dolça i els musclos. Els organismes que s'alimentaven d'aquestes criatures també reberen un fort impacte. Per exemple, es creu que els ammonits eren el principal aliment dels mosasaures.
- Els omnívors, insectívors i carronyaires semblen haver estat capaços de sobreviure sense gaire problemes. S'ha de recordar que, al final del Cretaci, sembla que no hi havia cap mamífer purament carnívor o herbívor. Molts mamífers, així com les aus que sobrevisqueren a l'extinció, s'alimentaven de larves, insectes, cucs, cargols, etc., els quals s'alimentaven de matèria vegetal morta. Així doncs, van resistir l'esfondrament de les cadenes alimentàries basades en les plantes perquè estaven situats en cadenes alimentàries basades en els detritus.
- En els ecosistemes d'aigua dolça, es van extingir pocs grups d'animals. Aquests ecosistemes tendeixen a estar menys lligats a l'aliment dels vegetals vius, i aprofiten els detritus que arriben de la terra.
- Una situació similar, però més complexa, va tenir lloc als oceans. Per exemple, els animals que viuen a la zona pelàgica depenen quasi totalment de la producció primària dels fitoplànctons. Molts dels animals que viuen al fons marí s'alimenten de detritus, o almenys són capaços de fer-ho. Això va fer que l'extinció colpegés amb més força els animals de la zona pelàgica que els del fons marí.
- Cap animal terrestre de dimensions majors a les d'un gat va sobreviure.
- Els supervivents respiradors d'aire més grans, els cocodrilians i els campsosaures, eren semiaquàtics. Els cocodrilians moderns poden viure com a carronyaires i poden sobreviure fins a un any sense menjar. A més, les seves cries són petites, creixen lentament i s'alimenten principalment d'invertebrats durant els primers anys de vida, així que depenen d'una cadena alimentària basada en els detritus.

## Durada
Aquest és un tema controvertit, car algunes de les teories sobre les causes de l'extinció requereixen una extinció ràpida en un període relativament curt (entre uns quants milers i unes quantes desenes de milers d'anys), mentre que d'altres requereixen períodes més curts. A més, és una pregunta difícil de respondre, ja que:
- El registre fòssil és tan incomplet que, probablement, moltes de les espècies extintes es van extingir en realitat bastant de temps després del fòssil més recent que se n'ha trobat (efecte Signor-Lipps).
- Els científics han trobat molt poques capes contínues de roques amb fòssils que cobreixin un període des d'uns quants milions d'anys abans de l'extinció fins uns quants milions d'anys després.
- Els pocs indicis que es tenen suggereixen un procés diferent per a l'extinció marina i la terrestre, i la marina va ser bastant complexa.

### Dinosaures no aviaris del Paleocè
Sloan i d'altres han publicat documents en què suggereixen que alguns dinosaures van sobreviure fins als inicis del Paleocè, i que per tant l'extinció dels dinosaures fou gradual (en canvi, no mencionen els altres aspectes de l'extinció). Llurs arguments estan basats en la troballa de fòssils de dinosaure en la formació de Hell Creek que es troben a 1,3 metres (equivalents a 40.000 anys) per sobre del límit K-Pg. S'han trobat altres restes similars en altres llocs del món, com ara la Xina.
En canvi, molts científics opinen que la posició dels fòssils d'aquests suposats dinosaures del Paleocè és artificial; és a dir, que l'erosió els va extreure de llur posició inicial i els va tornar a dipositar en sediments més tardans. També s'han trobat restes d'arcosaures i ictiosaures en capes del Miocè. Quant als «dinosaures del Paleocè»:
- Totes les restes fòssils són fragments que podrien haver-se mogut de la seva posició originària. No hi ha dinosaures complets ni conjunts ossis que puguin haver vingut d'un sol exemplar.
- La immensa majoria de fòssils de dinosaure en capes del Paleocè són dents, els fòssils més susceptibles de canvi de situació, ja que són petites i prou resistents com per a resistir, sense marques visibles, processos que destruirien altres ossos.

### Els indicis sobre l'extinció marina
Pope, D'Hondt i Marshall van resumir la informació disponible sobre l'extinció marina:
- L'extinció massiva de plàncton marí sembla haver estat sobtada i se situa al límit exacte K-Pg.
- Marshall i Ward van trobar una important extinció d'ammonits en el límit K-Pg o a prop d'aquest, una extinció més lenta i menys important una mica abans, una extinció gradual de molts bivalves ben abans del límit i una petita i progressiva reducció de la diversitat dels ammonits a finals del Cretaci.

Aquestes anàlisis mostren que, cap a finals del Cretaci, hi havia diversos processos de canvi en els ecosistemes marins que culminaren en una sobtada extinció massiva.

## Teories

### El que s'espera d'una teoria
Una bona teoria que expliqui l'extinció K-Pg hauria de:
- explicar l'extinció en tots els seus aspectes, i no concentrar-se en un sol grup, com ara els dinosaures,
- explicar l'aspecte selectiu de l'extinció, és a dir, per què alguns organismes s'extingiren i d'altres sobrevisqueren,
- proposar causes de l'extinció que siguin prou potents com per a causar una extinció massiva però no total,
- estar basada en esdeveniments o processos dels quals es té coneixement, i no en aquells que es poden deduir de l'extinció en si.

### La hipòtesi de Luis Álvarez

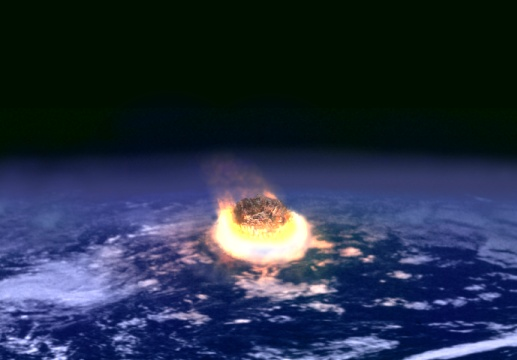
Representació d'un impacte meteòric

El 1980, un equip d'investigadors dirigits pel premi Nobel Luis Álvarez, el seu fill Walter Álvarez i els químics Frank Asaro i Helen Michels van descobrir que, arreu del món, les capes sedimentàries del límit K-Pg contenen una concentració d'iridi centenars de vegades superior a la normal. L'iridi és un element extremament rar en l'escorça terrestre, car és molt dens i, per tant, la gran majoria d'iridi a la terra es va enfonsar dins el nucli mentre la Terra encara estava en estat magmàtic. Els investigadors van suggerir que un asteroide va impactar contra la Terra en temps del límit K-Pg.
Aquesta teoria es veu enfortida per la composició de les capes que delimiten el Cretaci i el Terciari:
- Els asteroides i meteorits condrítics tenen una concentració d'iridi molt més alta que la de l'escorça terrestre perquè tenen una quantitat d'iridi similar a tota la de la Terra.
- La composició isotòpica de l'iridi que es troba als asteroides és semblant a la del límit K-Pg, però diferent a la de la resta d'iridi que hi ha a l'escorça terrestre.
- Les anomalies que es troben en l'isòtop de cromi al límit K-Pg també reforcen la teoria d'un impacte meteòric i suggereixen que es tractà d'un asteroide o cometa compost d'un material similar als condrits carbònics.
- Els grans de quars deformat, de cristalls i de tectits són comuns, especialment en jaciments que estan a prop del Carib.
- Tots aquests elements estan recoberts per una capa d'argila, que segons els proponents de la teoria és el residu escampat arreu del món per l'impacte.

Aleshores, els investigadors van estimar:
- la quantitat total d'iridi al límit K-Pg,
- les dimensions de l'asteroide, suposant que contenia la concentració d'iridi normal dels condrits. Es calculà que feia uns 10 km de diàmetre, més o menys les dimensions de la ciutat de Reus. Un impacte d'aquesta magnitud hauria tingut aproximadament la potència de 100 bilions de tones de dinamita, és a dir, 2 milions de vegades més que la de l'arma nuclear més potent mai detonada.

La conseqüència més evident d'un impacte com aquest hauria estat un vast núvol de pols que hauria bloquejat la llum solar, evitant qualsevol procés de fotosíntesi durant uns quants anys. Això explicaria l'extinció de les plantes i els fitoplànctons, així com de tots els organismes que en depenien (tant els herbívors com els carnívors que se n'alimentaven). Però les criatures petites dependents d'una cadena alimentària basada en els detritus haurien tingut una bona perspectiva de supervivència.
És possible que, a mesura que els fragments incendiaris originats per l'impacte tornaven a caure a la Terra, hi hagués hagut tempestes de foc a escala global. Anàlisis fetes en les inclusions de fluid en ambre primitiu semblen indicar que el contingut d'oxigen de l'atmosfera era molt alt (d'un 30-35%) a finals al Cretaci superior. Aquest nivell alt d'oxigen hauria contribuït a una combustió intensa. El nivell d'oxigen a l'atmosfera va precipitar-se a principis del Terciari. Si hi va haver incendis a escala mundial, això hauria incrementat el contingut de diòxid de carboni de l'atmosfera, causant un efecte d'hivernacle temporal una vegada que s'hagués estabilitzat el núvol de pols, i això hauria exterminat els supervivents més vulnerables del "llarg hivern".
Segons el tipus de roca en què impactà el meteorit, l'impacte podria haver causat pluja àcida. Nogensmenys, investigacions recents suggereixen que aquest efecte va ser relativament menor. Els gasos inerts haurien limitat els canvis, i a més, la supervivència d'animals especialment vulnerables a la pluja àcida, com ara les granotes, indica que aquest no va ser un factor essencial de l'extinció.
Les teories basades en un impacte meteòric només poden explicar extincions molt ràpides, ja que els núvols de pols i els possibles aerosols sulfúrics desapareixerien de l'atmosfera en un temps bastant curt, potser en menys de 10 anys.
Malgrat que els estudis del límit estratigràfic K-Pg continuen a mostrar un altíssim nivell d'iridi, la idea que els dinosaures foren exterminats per un asteroide va continuar sent un tema controvertit entre els geòlegs i paleontòlegs durant més d'una dècada.

### El cràter de Chicxulub

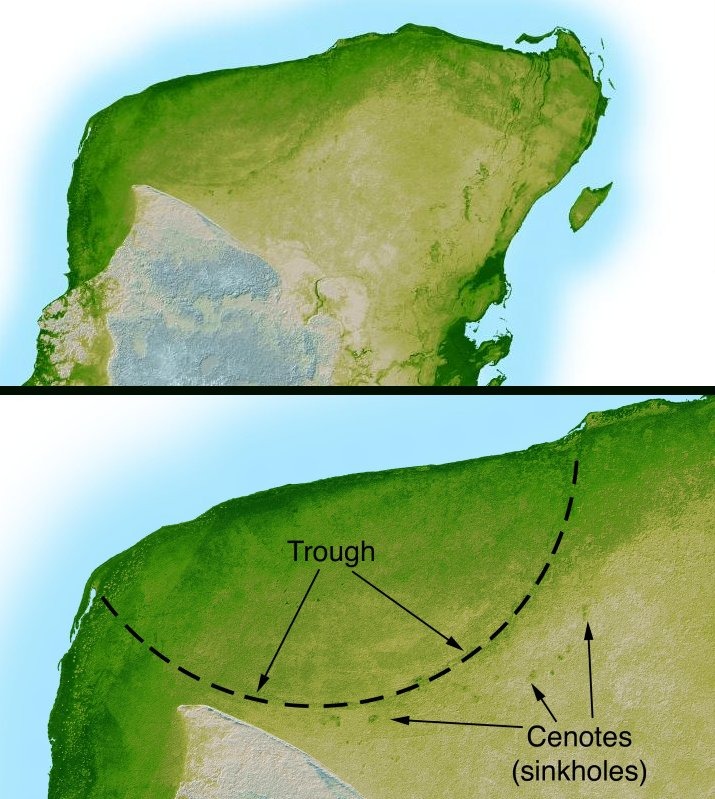
La topografia per radar revela l'anell del cràter, de 180 quilòmetres de diàmetre

Un dels problemes amb la hipòtesi d'Álvarez era que no es coneixia cap cràter que es pogués relacionar amb l'extinció. Això no va ser un cop decisiu per a la teoria; encara que el cràter resultant d'aquest impacte hauria tingut un diàmetre d'entre 150 i 200 quilòmetres, els processos geològics de la Terra tendeixen a ocultar o destruir els cràters amb el pas del temps.
Però, més endavant es va a dur a terme una investigació que va descobrir la "prova del crim": el cràter de Chicxulub, enterrat sota la costa del Yucatán. És un cràter de forma ovalada, amb un diàmetre d'uns 180 km, més o menys la mida que havia calculat l'equip d'Álvarez. La seva forma i la seva situació indiquen més causes de la devastació, a part del núvol de pols:
- l'asteroide impactà en una zona costanera, causant tsunamis gegantescos, dels quals s'han trobat indicis a la costa del Carib i de l'est dels Estats Units, com ara sorra marina en zones que en aquell temps es trobaven a l'interior, o restes vegetals i roques terrestres en sediments marins que corresponen al temps de l'impacte,
- l'asteroide impactà sobre una capa de sulfat de calci, cosa que hauria produït un vast aerosol de diòxid de sofre. Això hauria reduït encara més la llum solar que arribava a la superfície de la terra, i més tard hauria caigut en forma de pluja àcida, matant plantes, plàncton i organismes amb closques de carbonat de calci (alteració pH marí i pCO2),[21]
- la forma del cràter suggereix que l'asteroide impactà en un angle d'uns 20º-30º en direcció nord-oest. Això hauria enviat la gran majoria de residus de l'impacte a la part central dels Estats Units.

Actualment, la immensa majoria de paleontòlegs estan d'acord que un asteroide va impactar contra la Terra fa 65 milions d'anys, però molts d'ells discuteixen la idea que l'impacte va ser la causa única de l'extinció.
Gerta Keller suggereix que l'impacte de Chicxulub va tenir lloc uns 300.000 anys abans del límit K-Pg. Aquesta datació està basada en informació obtinguda al nord-est de Mèxic a partir de moltes capes estratigràfiques amb esfèruls d'impacte, la primera de les quals es troba uns 10 metres per sota del límit K-Pg. Aquests deu metres equivalen a uns 300.000 anys. Aquesta troballa impulsa la teoria que diu que aquest o altres impactes van contribuir a l'extinció, però no la van causar. Nogensmenys, molts científics refusen l'anàlisi de Keller, dient que els 10 metres de terra per sobre dels esfèruls es pot atribuir als tsunamis causats per l'impacte. El cràter de Chicxulub continua sent un tema molt controvertit.

### Trapps del Dècan
Alguns científics creuen que un període d'intensa activitat volcànica a l'Índia, que formà els trapps del Dècan, podria haver causat o contribuït a l'extinció.
Abans del 2000, semblava que si les erupcions de basalt dels trapps del Dècan van causar l'extinció, aquesta hauria hagut de ser gradual, ja que es creu que aquestes erupcions van durar uns dos milions d'anys. Tanmateix, Hofman, Féraud i Courtillot van trobar proves que dues terceres parts dels trapps del Dècan van ser creades en l'últim milió d'anys del Cretaci. Així, aquestes erupcions haurien causat una extinció bastant ràpida, d'una durada d'uns quants milers d'anys; igualment, molt més lenta que una extinció causada per un impacte meteòric.
Els mecanismes letals haurien estat:
- la pols, que hauria bloquejat la llum solar, evitant així la fotosíntesi,
- gasos sulfúrics que al principi haurien format aerosols, que haurien contribuït a bloquejar la llum solar, i que després haurien caigut en forma de pluja àcida,
- emissions de diòxid de carboni que haurien incrementat l'efecte d'hivernacle una vegada els aerosols i la pols s'haguessin dispersat.

Durant els anys en què la teoria dels trapps estava relacionada amb la idea d'una extinció més lenta, Luis Álvarez (que es morí el 1988) deia que els paleontòlegs estaven equivocant-se per culpa de la poca informació que tenien. Aquesta afirmació no va ser ben rebuda al principi, però més endavant, i a mesura que s'acumulaven els descobriments fets als jaciments fòssils, la seva opinió va començar a ser més acceptada. Finalment, la majoria de paleontòlegs van començar a acceptar que l'extinció massiva del final del Cretaci fou causada en (gran) part per un impacte meteòric de proporcions gegantesques. Tanmateix, el mateix Walter Álvarez reconeix que hi havia hagut altres canvis a nivell global a la Terra, fins i tot abans de l'impacte, com ara un descens en el nivell del mar i enormes erupcions volcàniques a l'Índia, i que aquests canvis podrien haver contribuït a l'extinció.
Un cràter enorme ha estat descobert recentment al fons del mar a l'oest de l'Índia 2 Arxivat 2008-10-12 a Wayback Machine.. El cràter de Shiva, com ha estat anomenat, fa entre 450 i 600 quilòmetres de distància i també se l'ha datat en fa 65 milions d'anys. Els descobridors suggereixen que l'impacte podria haver estat el desencadenant dels trapps del Dècan. Tanmateix, aquesta estructura encara no ha estat acceptada com a cràter d'impacte per la comunitat geològica i és possible que només sigui una depressió causada per la retirada de la sal.

### Impacte múltiple
Hi ha altres cràters que també es podrien haver format al límit K-Pg. Això suggereix la possibilitat de múltiples impactes pròxims en el temps, potser parts d'un asteroide fragmentat, de manera similar al que va passar quan el cometa Shoemaker-Levy 9 va impactar amb Júpiter.
- Cràter de Bovtix (24 km diàm., 65.17 ± 0.64 Ma d'antiguitat) a Ucraïna
- Cràter de Silverpit (20 km diàm., 60-65 Ma d'antiguitat) al mar del Nord
- Cràter de Eagle Butte (10 km diàm., < 65 Ma d'antiguitat) a Alberta, Canadà
- Cràter de Vista Alegre (9,5 km diàm., < 65 Ma d'antiguitat) a l'estat de Paraná, Brasil

Nota: Ma (megaannum) vol dir 'milions d'anys'.

### Descens del nivell del mar del Maastrichtià
Hi ha proves evidents que el nivell del mar va baixar cap a finals del Cretaci en major mesura que en qualsevol altre temps del Mesozoic:
- en algunes seqüències de roca del Maastrichtià, les roques més recents són terrestres, les roques una mica més antigues representen línies costaneres i les més antigues de totes representen el fons marí,
- aquestes capes no mostren ni la inclinació ni la distorsió relacionades amb l'orogènesi, cosa que fa que l'explicació més probable de llarg sigui un descens en el nivell del mar.

No hi ha pistes directes sobre les causes d'aquest descens, però probablement es degué a una reducció de l'activitat de les plaques tectòniques oceàniques que va fer que s'enfonsessin sota el seu propi pes.
Un descens dràstic hauria reduït enormement l'extensió de la plataforma continental, que és la zona del mar més rica en espècies, i per tant, hauria causat una extinció massiva al mar. Però l'anàlisi de Marshall i Ward indica que això no va ser suficient per a exterminar els ammonits.
Aquest descens també hauria causat canvis climàtics, en part trencant l'equilibri dels corrents oceànics i eòlics i en part reduint l'albedo de la Terra, incrementant les temperatures globals. Això hauria causat algunes extincions a terra ferma, especialment entre els vegetarians, a causa dels canvis en la vegetació disponible. Però el registre fòssil dels dinosaures nord-americans durant el Maastrichtià mostra:
- una gran diversitat, amb guanys i pèrdues, però sense una extinció massiva prolongada,
- un creixement continu en la mida dels dinosaures, cosa que suggereix que la quantitat total de menjar disponible no es va reduir, encara que en canviés la composició.

### Supernova
Una altra causa que s'ha proposat per a l'extinció del Cretaci és un esclat de radiació còsmica de procedència d'una supernova relativament propera. El nivell anòmal d'iridi al límit K-Pg donaria suport a aquesta hipòtesi. La contaminació radioactiva causada per una supernova hauria de contenir l'isòtop de plutoni Pu-244, l'isòtop de plutoni amb la semivida més llarga (81 milions d'anys), que no es troba en les roques terrestres. Nogensmenys, anàlisis dels sediments del límit K-Pg revelen que no hi ha Pu-244, i es descarta aquesta hipòtesi.

### Teories combinades
Dues de les teories més acceptades, basades en la teoria d'impacte meteòric i en els trapps del Dècan, no són mútuament excloents, amb els coneixements que tenim actualment:
- Només coneixem una seqüència de roques, les formacions de Hell Creek i Lance a Montana (EUA), que ofereixi un registre detallat i prolongat de les últimes etapes del Cretaci. La informació que donen aquestes roques sembla indicar una extinció molt ràpida, probablement causada per l'impacte de Chicxulub.
- No sabem amb quina rapidesa va tenir lloc l'extinció en altres parts del món. Hi ha bons motius per a l'optimisme pel que fa a descobriments a la Xina que ens donin més informació sobre l'extinció. Però no tenim cap mena d'informació sobre el que succeí a l'hemisferi sud.
- No és clar que una catàstrofe a l'hemisferi nord hagués pogut causar una extinció massiva a l'hemisferi sud -avui dia, els dos hemisferis comparteixen el mateix sistema de corrents oceànics, però tenen sistemes eòlics ben diferenciats, cosa que hauria fet bastant difícil que la pols d'un impacte a Chicxulub hagués provocat un "llarg hivern" al sud. Potser, l'extinció al sud va ser causada pels trapps del Dècan alhora que l'extinció al nord, però bastant més lentament.

També és bastant possible que les extincions marines haguessin estat causades per una combinació d'impacte(s), els trapps del Dècan i un dràstic descens del nivell del mar.

### Per què s'extingiren els petits dinosaures predadors?
Les teories més acceptades expliquen per què s'extingiren els grans dinosaures predadors: una catàstrofe va eliminar la gran majoria de plantes terrestres, de manera que els grans herbívors i després els grans predadors es varen extingir.
Però, si hi havia petits dinosaures predadors a finals del Cretaci, el més lògic hagués estat que sobrevisquessin, ja que:
- Les seves preses més comunes (petits invertebrats i mamífers) van sobreviure.
- Els animals petits són normalment menys propensos a extingir-se que els animals grossos amb un estil de vida similar, car requereixen una quantitat menor d'aliments i altres recursos per a mantenir una mínima població viable.

En temps anteriors, hi havia hagut petits dinosaures predadors, com el Compsognathus (Juràssic superior), Microraptor (Cretaci inferior), Parvicursor (Campanià). De fet, sembla que els primers dinosaures eren tots petits predadors.
L'autèntic trencaclosques és l'absència o extrema raresa de petits dinosaures predadors (deixant les aus de banda) entre els fòssils del Maastrichtià. Troodon solia ser citat com a exemple principal de petit dinosaure predador de finals del Maastrichtià, però el fet que les seves dents tinguessin forma de fulla ha fet que molts científics pensin que probablement era herbívor. Tots els fòssils d'aquesta mena de dinosaures que s'han trobat a Hell Creek són dents, cosa que és una mica sospitosa -les dents són fòssils petits però molt resistents, de manera que són més propensos que altres fòssils perquè l'erosió els desenterri i els torni a sepultar en capes més recents.
Així doncs, ens trobem amb un dilema:
- Si hi havia petits dinosaures predadors a finals del Cretaci, per què s'extingiren juntament amb els dinosaures grans?
- Si no hi havia petits dinosaures predadors a finals del Cretaci, per què no? Què tenien de particular els ecosistemes de finals del Cretaci?